# Ectropis oleitincta
Ectropis oleitincta là một loài bướm đêm trong họ Geometridae.